# Messier 12
Messier 12 hay M 12 (còn gọi là NGC 6218) là một cụm sao cầu trong chòm sao Xà Phu (Ophiuchus). Nó được Charles Messier phát hiện ngày 30 tháng 5 năm 1764.
Nằm trên bầu trời cách khoảng 3° từ cụm sao M10, M12 cách xa Trái Đất khoảng 16.000 năm ánh sáng và có đường kính không gian khoảng 75 năm ánh sáng. Các ngôi sao sáng nhất của M12 có cấp sao biểu kiến khoảng 12. Nó là một cụm sao cầu tập hợp khá lỏng lẻo và từng có thời được coi là một cụm sao phân tán tập trung chặt chẽ. Người ta đã ghi nhận 13 sao biến quang trong cụm sao này.
Một nghiên cứu công bố năm 2006 kết luận rằng cụm sao này có một lượng thấp bất thường các sao có khối lượng thấp. Các tác giả phỏng đoán rằng chúng đã bị ảnh hưởng hấp dẫn của Ngân Hà tách ra khỏi cụm sao

## Thư viện ảnh

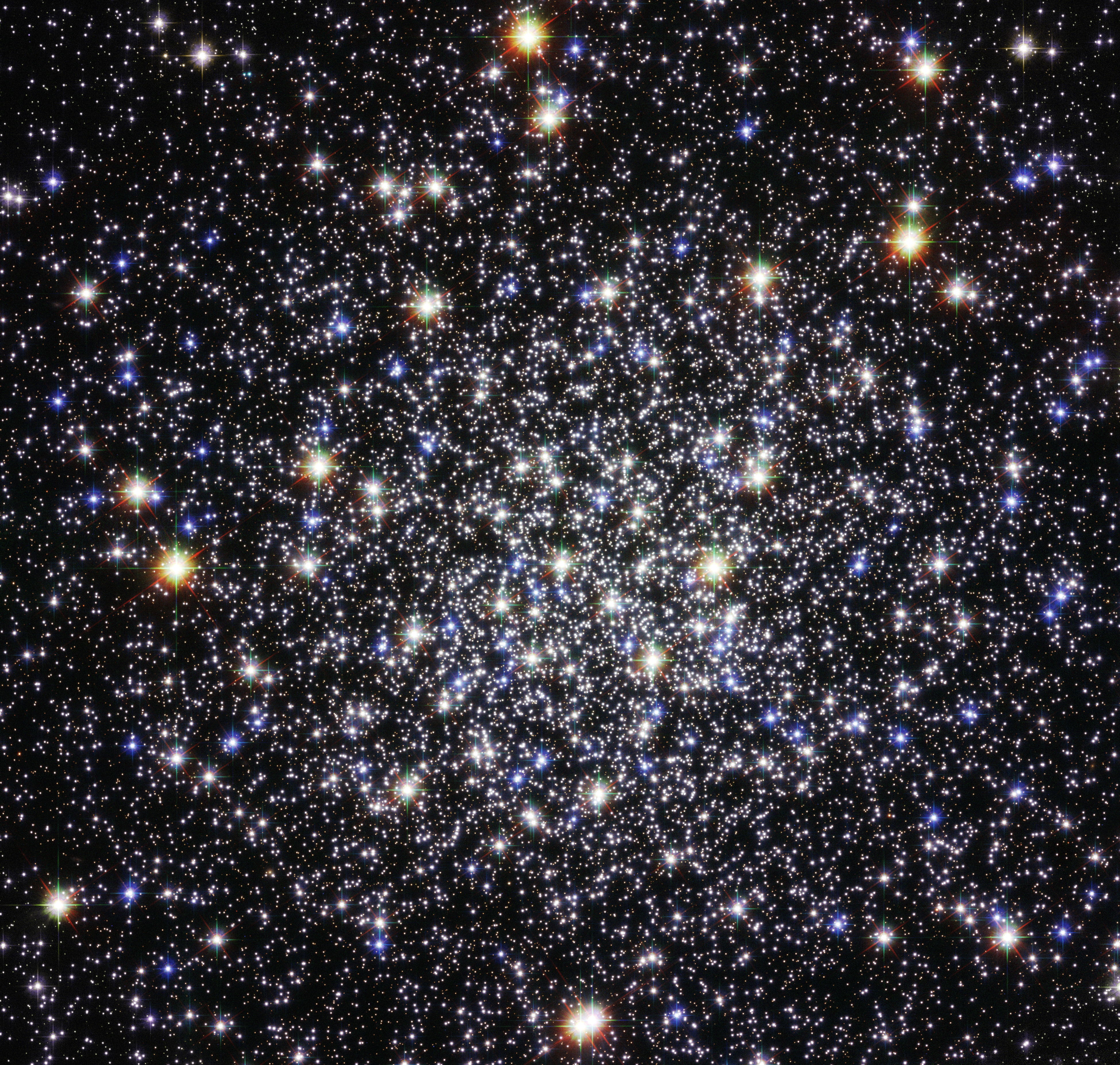
Lõi của M12 do HST chụp
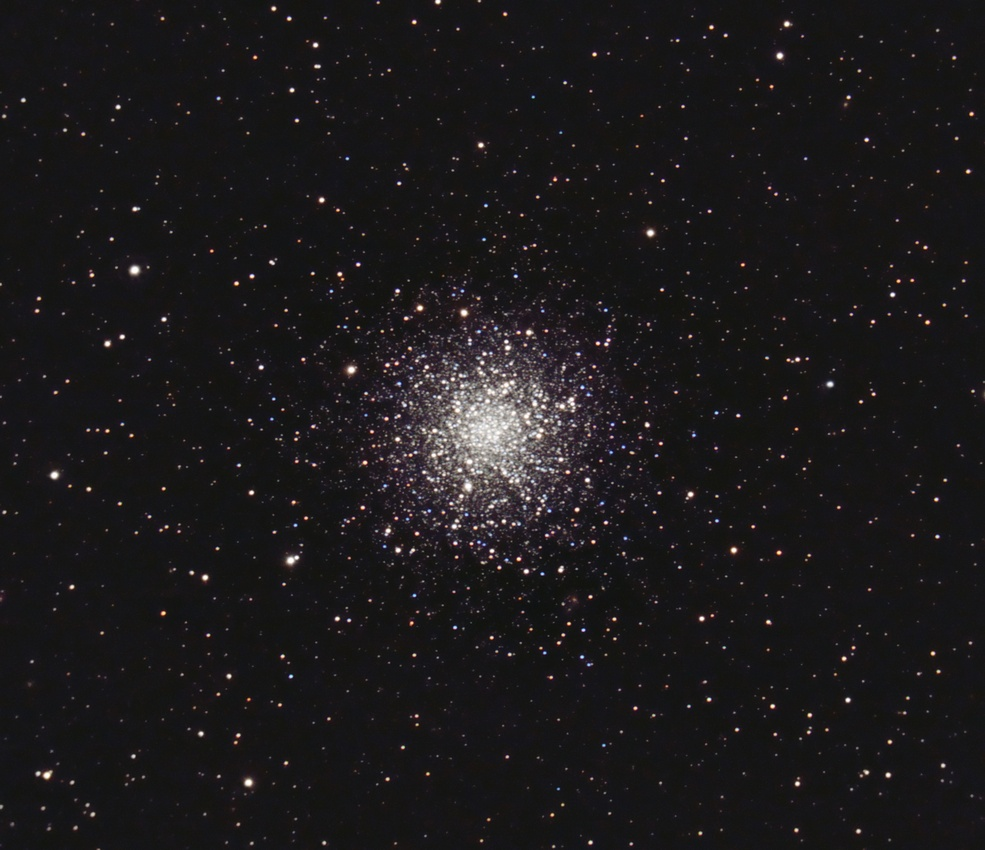
M12 nhìn từ kính viễn vọng nghiệp dư
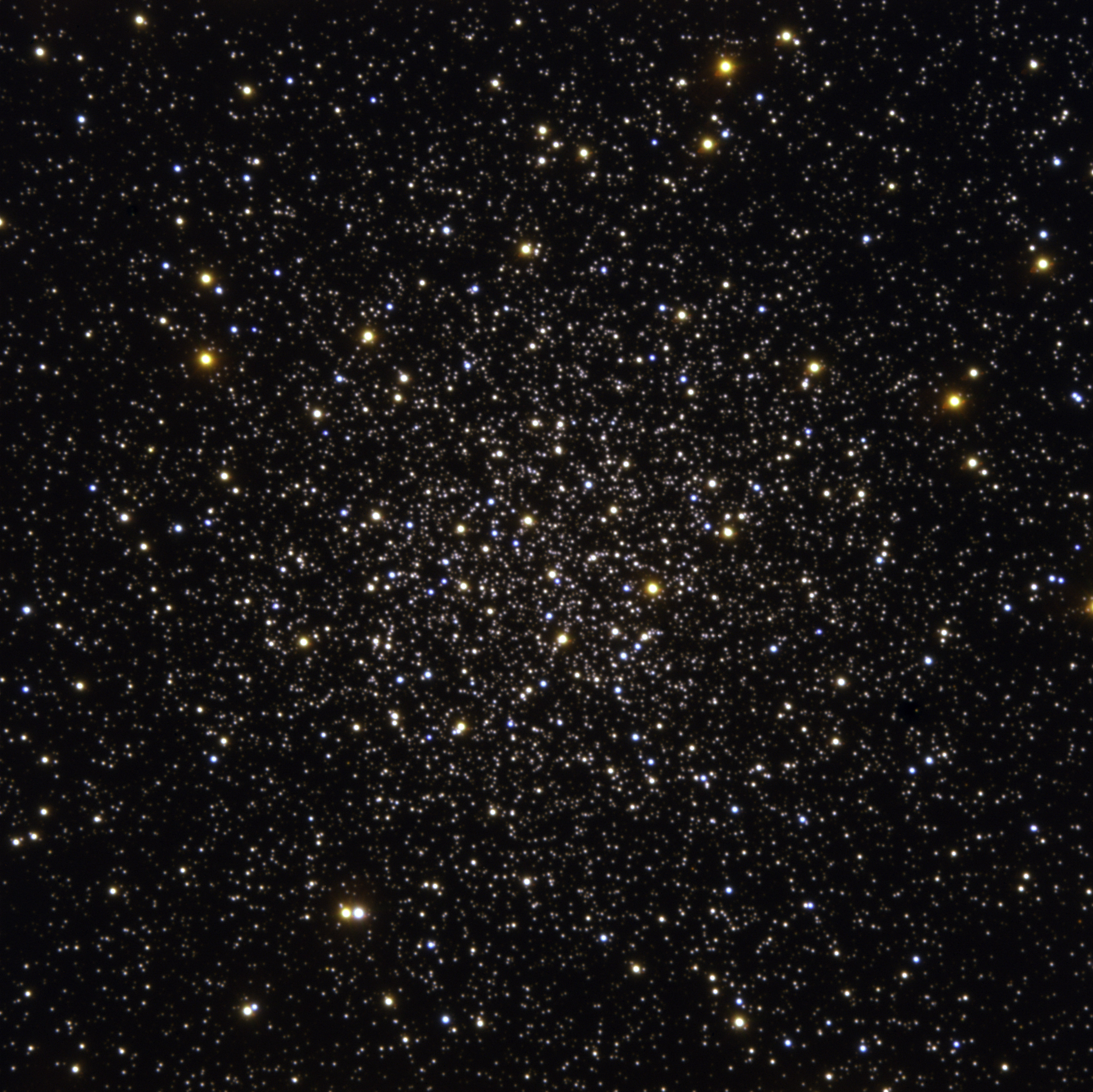
Phần trung tâm của Messier 12. Ảnh của ESO